# FREE-UKES
『FREE-UKES』（フリーユークス）は、関口和之のベスト・アルバム。2022年8月10日にCD・ダウンロード配信・ストリーミングで発売。発売元はタイシタレーベル / SPEEDSTAR RECORDS。

## 背景・リリース
自身としては10年ぶりとなる作品で、2022年6月17日にメディアを通して発表された。本作のタイトルは「FREE＝自由」と「UKES＝ウクレレの複数形（アメリカでの呼称）」を組み合わせたもので、 関口は本作を通して多くの人たちに自由な気持ちでウクレレミュージックを楽しんでほしいという想いが込めている。
本作は初回限定盤（CD+DVD）と通常盤（CD）の2種類があり、初回限定盤には関口のソロ楽曲のミュージック・ビデオと2001年に開催されたソロライブ『関口和之&砂山オールスターズ LIVE 2001 “海は荒海”』から「ミス・ブランニュー・デイ (MISS BRAND-NEW DAY)」の映像が収録されている。
また配信限定として「FREE-UKES (14 tracks)」も同日にリリースされた。
2022年7月27日には本作に収録されている「LOVE AFFAIR 〜秘密のデート」が先行配信された。

## 音楽性
高木ブーと「ウクレレでオーケストラのようなバンドを作りたい」という思いから、2022年に本格に始動したバンド「1933ウクレレオールスターズ」の新曲が収録されている。メンバーである荻野目洋子や野村義男、YANAGIMAN、はたけやま裕、分山貴美子と共に制作した楽曲を本作のためにレコーディングし、関口和之&1933ウクレレオールスターズ名義で収録している。

## プロモーション
本作の発売に併せて、2022年8月9日〜25日にそごう横浜店で関口が企画・プロデュースした「“ハワイの風吹くウクレレ展”『ウクレレの島』」が開催され、また2022年8月9日〜15日にタワーレコード渋谷店で関口がプロデュースしたプラスティック・ウクレレの3台が展示されているほか、2022年3月に「Billboard Live YOKOHAMA」で開催された1933ウクレレオールスターズのライブ写真パネルが設置されている。

## 収録曲

### CD
1. 宝船来航 / 関口和之&1933ウクレレオールスターズ (2:24)
（作曲：関口和之 / 編曲：YANAGIMAN）
2. パパの手 / 関口和之&1933ウクレレオールスターズ feat. 高木ブー (5:02)
（作詞・作曲：関口和之 / 編曲：島健）
高木ブーと高木の娘との親子愛を描いた楽曲で、高木が歌唱している[10]。
2022年3月に1933ウクレレオールスターズが「Billboard Live YOKOHAMA」で開催したライブで初披露されたが、本作の収録にあたってストリングス中心の伴奏へとアレンジを変更している[10]。
ミュージック・ビデオは本作発売日にYouTubeで公開され、内容は楽曲のテーマに合わせ、高木の宝物としているアルバムから厳選された幼少期の娘との写真および映像と、事前に一般募集され全国から寄せられた親子写真で構成されている[10]。
3. 恋する第三京浜 / 関口和之&1933ウクレレオールスターズ (3:26)
（作曲：関口和之 / 編曲：YANAGIMAN）
4. 空の下、星の上 / 関口和之&1933ウクレレオールスターズ feat. 荻野目洋子 (4:06)
（作詞・作曲：関口和之 / 編曲：YANAGIMAN）
ハワイの夜を想起させるようなオーガニックな楽曲となっており、フォークソング、ハワイ音楽のエッセンスを感じさせるメロディ、ウクレレ、クロマティックハーモニカなどの音色を取り入れたアレンジに仕上がっている[1]。
5. LOVE AFFAIR 〜秘密のデート / 関口和之&1933ウクレレオールスターズ (5:25)
（作詞・作曲：桑田佳祐 / 編曲：YANAGIMAN）
1998年に発売されたサザンオールスターズの41枚目シングルで、関口としては初のカバーとなる。
1933ウクレレオールスターズのメンバーとともにウクレレ多重奏バーした楽曲で、心地よいウクレレサウンドと美しい口笛の音色で、爽やかな夏の風を感じさせるアレンジになっている[9]。
2022年7月27日には先行配信に併せて、併せてYouTubeにオフィシャルビジュアライザーが公開された[9]。
6. 悲しき雨音 (Rhythm Of The Rain) / 関口和之 (2:56)
（作詞：JOHN GUMMOE / 日本語詞：関口和之 / 作曲：JOHN GUMMOE / 編曲：小倉博和）
1962年に発売されたザ・カスケーズの楽曲で、関口としては1997年に発売したアルバム『UKULELE CALENDAR』で初カバーされた。
7. BITTERSWEET SAMBA / 関口和之 feat. 竹中直人 (2:10)
（作曲：SOK LAKE / 編曲：小倉博和）
1965年に発売されたハーブ・アルパートの楽曲で、関口としては2000年に発売したアルバム『口笛とウクレレ』で初カバーされた。
8. LOVE / 関口和之 feat. 竹中直人 (4:43)
（作曲：JOHN LENNON / 編曲：柳満夫）
1970年に発売されたジョン・レノンの楽曲で、関口としては2000年に発売したアルバム『UKULELE CALENDAR』で初カバーされた。
9. 涙のキッス / 関口和之&砂山オールスターズ (4:07)
（作詞・作曲：桑田佳祐 / 編曲：柳満夫 / ギター編曲：青柳拓次）
1992年に発売されたサザンオールスターズの31枚目シングルで、関口としては2001年に発売されたアルバム『World Hits!? of Southern All Stars』で初カバーされた。
10. HOTEL PACIFIC / 関口和之&砂山オールスターズ (3:49)
（作詞・作曲：桑田佳祐 / 編曲：青柳拓次）
2000年に発売されたサザンオールスターズの45枚目シングルで、関口としては2001年に自身の1枚目シングルとして初カバーされた。
11. 海へ行こう～ukulele picnic～ / 関口和之 feat. KONISHIKI (4:20)
（作詞・作曲：関口和之 / 編曲：青柳拓次）
2002年に発売された2枚目シングル「私の青空 〜MY BLUE HEAVEN〜」カップリング曲。
12. CAN’T BUY ME LOVE / 関口和之＆IWAO (2:54)
（作詞：John Lennon・Paul McCartney / 作曲：Paul McCartney・John Lennon / 編曲：WAO、関口和之）
CDのみの収録。
13. THERE MUST BE AN ANGEL (PLAYING WITH MY HEART) / 関口和之 (4:25)
（作詞：Annie Lennox / 作曲：David Allan Stewart / 編曲：関口和之）
1985年に発売されたユーリズミックスの楽曲。
14. 幸せの黄色いリボン / 関口和之 feat. 竹中直人&分山貴美子 (3:46)
（作曲：I.Leneine / 編曲：栗原正己）
1973年に発売されたドーンの楽曲で、関口としては2008年に発売されたアルバム『口笛とウクレレ2』で初カバーされた。
15. TAHITI / 関口和之（vocal：キヨサク (MONGOL800)） (5:16)
（作詞・作曲：関口和之 / 編曲：YANAGIMAN）
2012年に発売されたアルバム『UKULELE CARAVAN』収録曲。

### DVD
- 初回限定盤のみ収録。

1. 砂金〜絵の中のクレーア
2. (July) ウクレレブラザー feat.小倉博和
3. 私の青空 〜MY BLUE HEAVEN〜
4. HOTEL PACIFIC
5. BITTERSWEET SAMBA
6. カーマは気まぐれ〜幸せの黄色いリボン
7. TAHITI
8. ミス・ブランニュー・デイ (MISS BRAND-NEW DAY) Live at SHIBUYA-AX -2001.11.28-

## 参加ミュージシャン
| - 宝船来航 - 野村義男：Ukulele（KUMU） - 分山貴美子：口笛 - はたけやま裕：Percussion - YANAGIMAN：Wood Bass, Other Instruments, Programming - 関口和之：Ukulele（SHIMO Tahitian, SHIMO Grand Concert, GIBSON Tenor） - パパの手 - 高木ブー：Vocal - 島健：Piano - 徳永友美ストリングス：Strings - YANAGIMAN：Programming - 関口和之：Ukulele (KAMAKA Concert Long Neck, SHIMO Grand Concert) - 恋する第三京浜 - 野村義男：Ukulele（KUMU, GIBSON Tenor） - はたけやま裕：Percussion - 分山貴美子：口笛 - 川上実津紀：Chorus - YANAGIMAN：Other Instruments, Programming - 関口和之：Ukulele（MARTIN 3K, SHIMO Grand Concert） - 空の下、星の上 - 荻野目洋子：Vocal - 野村義男：Ukulele（KUMU） - 西脇辰弥：Harmonica - はたけやま裕：Percussion, Marimba - 分山貴美子：口笛 - YANAGIMAN Wood Bass, Other Instruments, Programming - 関口和之：Ukulele（SHIMO Grand Concert）, Backing Vocal - LOVE AFFAIR 〜秘密のデート - 野村義男：Ukulele（KUMU） - はたけやま裕：Percussion - 分山貴美子：口笛 - 柳周作：Backing Vocal - YANAGIMAN：Other Instruments, Programming - 関口和之：Ukulele（KAMAKA Concert Long Neck, SHIMO Grand Concert） |